# Diocesi di Bjelovar-Križevci
La diocesi di Bjelovar-Križevci (in latino Dioecesis Bellovariensis-Crisiensis) è una sede della Chiesa cattolica in Croazia suffraganea dell'arcidiocesi di Zagabria. Nel 2022 contava 147.360 battezzati su 154.355 abitanti. È retta dal vescovo Vjekoslav Huzjak.
Patrono della diocesi è san Marco Križevčanin.

## Territorio

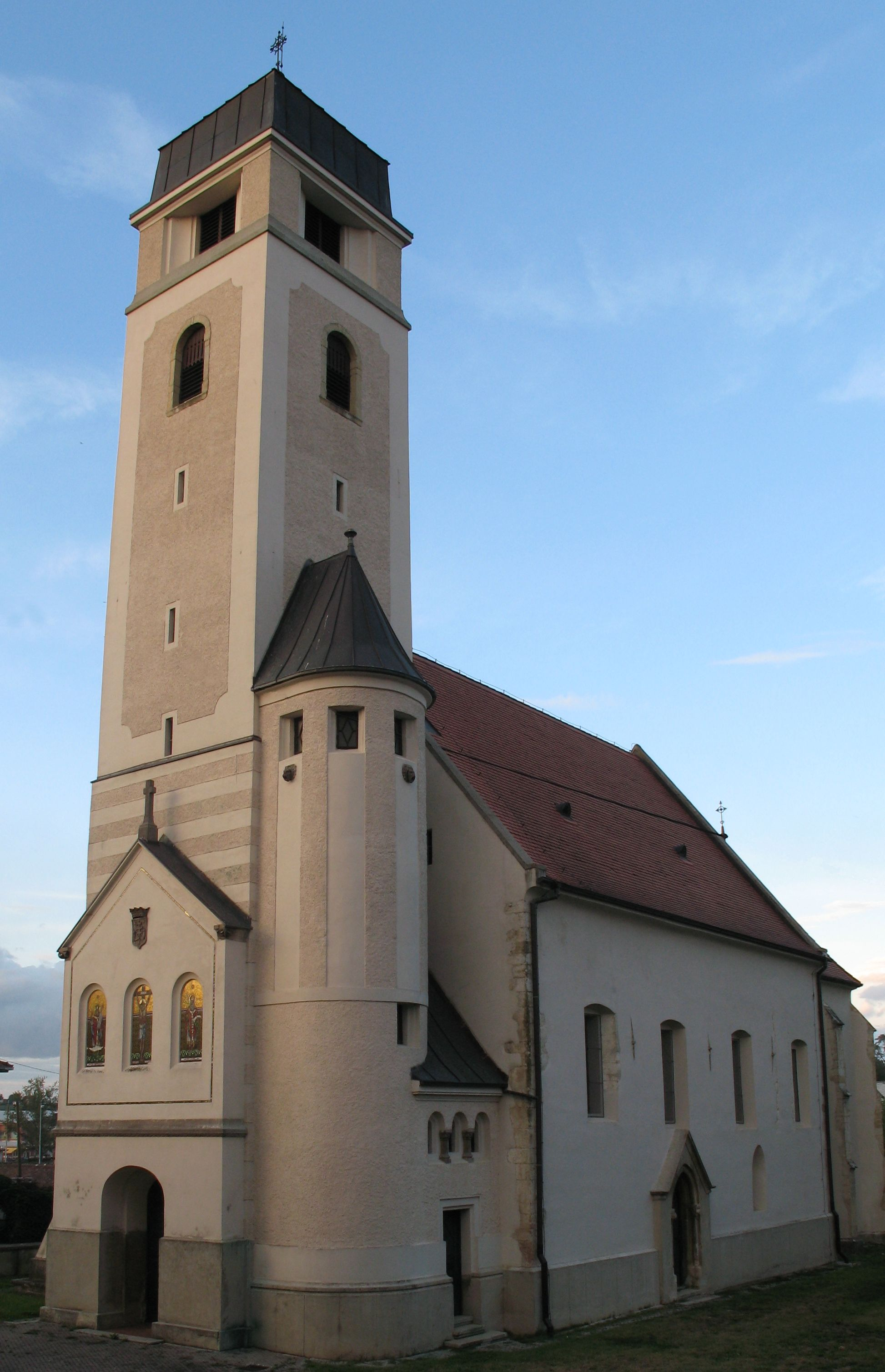
La concattedrale della Santa Croce di Križevci.

La diocesi comprende in parte le regioni croate di Bjelovar e della Bilogora e di Koprivnica e Križevci.
Sede vescovile è la città di Bjelovar, dove si trova la cattedrale di Santa Teresa d'Avila. A Križevci sorge la concattedrale della Santa Croce.
Il territorio si estende su 3.741 km² ed è suddiviso in 58 parrocchie.

## Storia
La diocesi è stata eretta il 5 dicembre 2009 con la bolla De maiore spirituali bono di papa Benedetto XVI, ricavandone il territorio dall'arcidiocesi di Zagabria.

## Cronotassi dei vescovi
Si omettono i periodi di sede vacante non superiori ai 2 anni o non storicamente accertati.
- Vjekoslav Huzjak, dal 5 dicembre 2009

## Statistiche
La diocesi nel 2022 su una popolazione di 154.355 persone contava 147.360 battezzati, corrispondenti al 95,5% del totale.
| anno | popolazione | popolazione | popolazione | presbiteri | presbiteri | presbiteri | presbiteri                | diaconi | religiosi | religiosi | parrocchie |
| anno | battezzati  | totale      | %           | numero     | secolari   | regolari   | battezzati per presbitero | diaconi | uomini    | donne     | parrocchie |
| ---- | ----------- | ----------- | ----------- | ---------- | ---------- | ---------- | ------------------------- | ------- | --------- | --------- | ---------- |
| 2010 | 185.000     | 195.000     | 94,9        | 56         | 52         | 4          | 3.303                     |         | 4         | 24        | 57         |
| 2012 | 174.700     | 189.068     | 92,4        | 64         | 60         | 4          | 2.729                     |         | 4         | 25        | 58         |
| 2015 | 168.700     | 178.150     | 94,7        | 61         | 57         | 4          | 2.765                     |         | 6         | 24        | 58         |
| 2018 | 152.800     | 161.500     | 94,6        | 64         | 60         | 4          | 2.387                     | 1       | 17        | 26        | 58         |
| 2020 | 149.400     | 157.650     | 94,8        | 64         | 60         | 4          | 2.334                     | 1       | 17        | 27        | 58         |
| 2022 | 147.360     | 154.355     | 95,5        | 68         | 63         | 5          | 2.167                     | 1       | 5         | 27        | 58         |